# 罗扬
罗扬（1929年—2023年4月2日），原名罗修梅，男，河北威县人，中华人民共和国曲艺评论家，中国曲艺家协会原常务副主席兼书记处常务书记、党组书记、主席、名誉主席，中国文学艺术界联合会原副主席，第八、九届全国政协委员。